# Billardiera nesophila
Billardiera nesophila là một loài thực vật có hoa trong họ Pittosporaceae. Loài này được L.W.Cayzer & D.L.Jones mô tả khoa học đầu tiên năm 2004.